# سرطانة الخلية المغزلية
سرطانة الخلية المغزلية أو سرطانة مغزلية الخلايا (بالإنجليزية: Spindle cell carcinoma)‏ هو نوع من السرطان والذي يبدأ في الجلد أو في الأنسجة التي تَحُد أو تُغطي الأعضاء الداخلية، والتي تحتوي على خلايا طويلة مغزلية الشَكل.